# Acanthoplesiops naka
L'Acanthoplesiops naka (Mooi & Gill, 2004) è un pesce della famiglia dei Plesiopidi. È noto soltanto per un solo esemplare, lungo circa 1 cm (senza considerare la pinna caudale), rinvenuto nel 1993 sull'isola di Ofolanga, nelle Tonga.
Si tratta di un pesce marrone con piccole macchie scure. Il peduncolo caudale e le punte delle pinne sono chiare. Lo si può distinguere dalle specie congeneri per il numero unico di spine (18) sulle pinne dorsali.